# Fi Andromedae
Fi Andromedae (Fi And, φ Andromedae, φ And), som är stjärnans Bayerbeteckning, är en dubbelstjärna belägen i västra delen av stjärnbilden Andromeda. Den har en kombinerad skenbar magnitud på ungefär +4,25 och kan den ses med blotta ögat från mörka platser utan ljusföroreningar. Baserat på parallaxmätningar gjorda under Hipparcosuppdraget befinner den sig på ett avstånd av ca 720 ljusår (220 parsek) från solen.

## Egenskaper
Primärstjärnan med en skenbar magnitud på 4,46 är en Be-stjärna med spektralklass B7 Ve, vilket betyder att det är en huvudseriestjärna som visar framträdande emissionslinjer av väte i sitt spektrum. Dessa linjer kommer från en platt skiva med het gas som kretsar kring värdstjärnan. Stjärnan roterar snabbt med en projicerad rotationshastighet på 75 km/s. Stjärnans rotationsaxel är lutad omkring 20° i för hållande till siktlinjen från jorden.
En följeslagare med magnitud 6,06 är en huvudseriestjärna av typ B med spektralklass B9 V. I genomsnitt separeras de två stjärnorna med cirka 0,6 bågsekunder och har en rotationsperiod på ungefär 554 år. Baserat på deras rotation har systemet en kombinerad massa på omkring 6,5 ± 2,8 gånger solens massa.